# L'isola del dr. Moreau (film)
L'isola del dr. Moreau (The Island of Dr. Moreau) è un film del 1977 per la regia di Don Taylor. È un horror fantascientifico con Burt Lancaster e Michael York, seconda tra le maggiori trasposizioni del romanzo omonimo di H. G. Wells del 1896 dopo il classico L'isola delle anime perdute del 1932.
È la storia di uno scienziato che tenta di convertire degli animali in esseri umani. La sceneggiatura del film fu trasposta in un romanzo da Ron Goulart (con lo pseudonimo di Joseph Silva). Il film ebbe un remake nel 1996, L'isola perduta (The Island of Dr. Moreau) di John Frankenheimer.
È il secondo film del ciclo di H.G. Wells dell'American International Pictures, che comprende anche Il cibo degli dei (The Food of the Gods, 1976) e L'impero delle termiti giganti (Empire of the Ants, 1977).

## Trama
Nel 1911 il marinaio Andrew Braddock sopravvive al naufragio della nave a vela The Lady Vain. Dopo diversi giorni in mare su una scialuppa di salvataggio, raggiunge le coste di un'isola governata dal misterioso scienziato dottor Moreau. Oltre a Moreau, tra gli abitanti dell'isola vi sono un collaboratore di Moreau, il dottor Montgomery, il suo servitore deforme M'Ling e una giovane donna affascinante di nome Maria.
Sebbene accolto come un ospite d'onore da Moreau, Braddock trova il suo contatto con gli indigeni sempre più inquietante, perché non si sono mai visti esseri simili. Diventa infine evidente che questi "uomini" sono, in effetti, i prodotti ibridi di esperimenti di Moreau su varie specie di animali selvatici. Braddock si ritrova minacciato sia dagli "uomini animali", sia dal sinistro Moreau.
Moreau ha stabilito delle regole per le sue creazioni, tra cui la regola di non uccidere. Gli uomini-bestia adottano queste regole come proprie. Dopo che uno degli uomini-bestia (l'uomo Toro) ha ucciso una tigre, Moreau intende portarlo alla "casa del dolore", il suo laboratorio, come punizione. Preso dal panico, l'uomo-bestia corre via. Braddock lo ritrova nella giungla, gravemente ferito, e l'essere lo prega di ucciderlo piuttosto che farlo tornare al laboratorio. Braddock gli spara, facendo arrabbiare gli uomini-bestia, dal momento che Braddock ha infranto la legge di non uccidere.
Convintosi che Moreau è folle, Braddock progetta di lasciare l'isola con Maria, con cui ha sviluppato una reciproca attrazione. Essi vengono tuttavia catturati e Moreau lega Braddock nel suo laboratorio. Quando Montgomery obietta, Moreau lo uccide a sangue freddo.
Gli uomini-bestia diventano furiosi perché Moreau ha infranto l'unica vera regola che si aspettava loro seguissero. Moreau inietta a Braddock un siero che gli conferisce caratteristiche animali. Il marinaio diventa ancora più animalesco mentre lotta per mantenere la propria umanità. Gli uomini-bestia assaltano il complesso e Moreau viene ucciso mentre cerca di frustare i suoi aggressori per sottometterli. Gli uomini-bestia, ormai sopraffatti dalla loro natura primitiva, attaccano alacremente il complesso. Braddock, Maria e M'Ling ingegnano una via di fuga, ma il complesso viene bruciato e la maggior parte degli uomini-bestia vengono uccisi dagli animali selvatici che Moreau teneva per i suoi esperimenti. M'Ling è a sua volta ucciso nella fuga finale, sacrificando se stesso per salvare i suoi compagni da un leone.
Braddock e Maria riescono a salpare nella scialuppa con cui il marinaio era giunto, ma solo dopo una sanguinosa lotta contro uno degli ultimi uomini-bestia. Braddock lo uccide con un remo spezzato. Qualche tempo dopo vengono salvati da una nave di passaggio. Il siero ha esaurito il suo effetto, facendo tornare Braddock alla sua completa condizione umana. Sembra che Maria, a sua volta, stia tornando alla sua vera natura: la sua bellezza rapidamente si dissolve mentre si trasforma di nuovo nella belva che era veramente.

## Produzione
Il film fu girato nell'isola caraibica di Saint Croix, nelle Isole Vergini Americane. Le riprese iniziarono il 14 dicembre 1976.
La produzione ebbe un costo stimato di 6 milioni di dollari.

## Distribuzione
Il film fu distribuito negli Stati Uniti il 13 luglio 1977.

## Accoglienza e critica
Il film ricevette cinque candidature ai Saturn Award 1978, come miglior film di fantascienza, miglior attore (a Michael York), miglior regia (a Don Taylor), migliori costumi (a Richard La Motte) e miglior trucco (a John Chambers), senza però vincere alcun premio.
Secondo il critico italiano di fantascienza Carlo Pagetti nella Encyclopedia of Science Fiction, il film sarebbe stato un fiasco e un trito remake del film del 1932.
Fantafilm scrive che "quando si tenta di rifare un film di successo (e, nel caso in questione, entrato nella schiera dei classici), come Island of Lost Souls del 1933, è sempre un'impresa molto rischiosa. Il risultato, tuttavia, stavolta è dignitoso: buona l'interpretazione di Burt Lancaster e buoni i realistici trucchi curati da Tom Burman e John Chambers". Il Morandini scrive invece che il film è "privo di scatto fantastico e con un Lancaster fuori parte che perde il confronto con il grande Charles Laughton."

## Remake
Allo stesso soggetto è ispirato il film L'isola perduta (The Island of Dr. Moreau, 1996) di John Frankenheimer, con Marlon Brando, Val Kilmer, David Thewlis, Fairuza Balk e Ron Perlman. In questa versione, il dottor Moreau introduce DNA umano negli animali dei suoi esperimenti per renderli più umani.

## Opere derivate
La sceneggiatura del film fu trasposta in un romanzo dallo scrittore di fantascienza Ron Goulart con lo pseudonimo di Joseph Silva, pubblicato da Ace.

## Influenza culturale
Secondo Carlo Pagetti nella Science Fiction Encyclopedia, il film ha ispirato una pellicola italiana, L'isola degli uomini pesce del 1979 di Sergio Martino.